# Saga (Göttin)

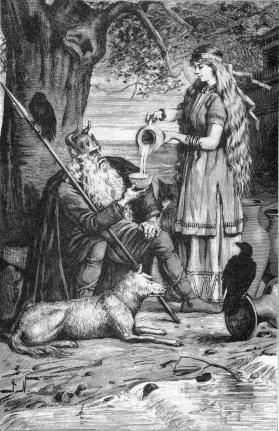
Odin und Saga in einer Darstellung von 1893

Saga oder Sága (auch Laga) ist in der nordischen Mythologie eine Asengöttin, über die wenig bekannt ist. Je nach Etymologie wird sie als Göttin der Gewässer, beziehungsweise als Göttin der Sagen und Geschichten oder als Seherin gedeutet.
Sie gilt als Hüterin der Bäder von Sökkwabeck (Söquabäd). Kühle Wasserfluten umströmen den silbernen Palast. Hier wird Sága jeden Abend von Odin besucht, dessen Liebhaberin sie ist. Sie trinken dann „aus goldenen Schalen alte Weisheit“ und Odin badet in den Fluten. Möglicherweise ist hier ein Sinnbild für die Abendsonne zu sehen, die im Meer versinkt, mit Odin als Sonne und Sága als Ozean.
Da Frigg, Odins Frau, in Fensal („Sumpfsäle“) wohnt, könnte die in Sökkwabeck wohnende Sága mit ihr identisch sein.